# France aux Jeux mondiaux de 2005
Cet article contient des informations sur la participation et les résultats de la France aux Jeux mondiaux de 2005 à Duisbourg à Allemagne.

## Médailles

### Or
| Sport                | Discipline                                                 | Sportifs                                           |
| Médailles d'or : 12  |                                                            |                                                    |
| Boules               | Pétanque-Triple Hommes                                     | Simon Cortes Sylvain Dubreuil Sylvain Pilewski     |
| Boules               | Pétanque-Triple Femmes                                     | Cynthia Quennehen Ingrid d'Introno Chantal Salaris |
| Bowling              | Double mixte                                               | François Sacco Isabelle Saldjian                   |
| Danse                | Rock 'n' Roll                                              | Diane Eonin Christophe Payan                       |
| Ju-jitsu             | Combat -85 kg Hommes                                       | Guillaume Piquet                                   |
| Sauvetage sportif    | 100 m medley                                               | Guillem Riand                                      |
| Course d'orientation | Individuel                                                 | Thierry Gueorgiou                                  |
| Parachutisme         | Freefly                                                    | Stéphane Fardel Frédéric Fugen Vincent Reffet      |
| Roller               | Artistique-Freeskating Hommes                              | François Cattoire                                  |
| Roller               | Patinage de vitesse-Élimination 5 000 m Hommes             | Alexis Contin                                      |
| Roller               | Patinage de vitesse-En ligne 3 000 m Hommes                | Alexis Contin                                      |
| Roller               | Patinage de vitesse-Élimination aux points 10 000 m Hommes | Baptiste Grandgirard                               |

### Argent
| Sport                   | Discipline                                  | Sportifs                                     |
| Médailles d'argent : 12 |                                             |                                              |
| Boules                  | Boule Lyonnaise-Tir de Précision Femmes     | Corine Maugiron                              |
| Boules                  | Boule Lyonnaise-Tir progressif Hommes       | Fabien Jarnet                                |
| Bowling                 | Paire mixte                                 | Isabelle Saldjian François Sacco             |
| Escalade                | Difficulté Hommes                           | Alexandre Chabot                             |
| Karaté                  | Kata Femmes                                 | Myriam Szkudlarek                            |
| Gymnastique             | Aérobic à 3                                 | Grégory Alcan Chrystelle Alcan Xavier Julien |
| Gymnastique             | Individuel hommes                           | Adrien Galo                                  |
| Parachutisme            | Freestyle Skydiving                         | Nicolas Arnaud Robin Dubuisson               |
| Roller                  | Patinage de vitesse-Sprint 1 000 m Hommes   | Baptiste Grandgirard                         |
| Roller                  | Patinage de vitesse-En ligne 3 000 m Hommes | Alexis Contin                                |
| Ski nautique            | Barefoot hommes                             | Patrick Wehner                               |
| Squash                  | Hommes                                      | Thierry Lincou                               |
| Tir à l'arc             | Tir à l'arc classique femmes                | Laure Barczynski                             |

### Bronze
| Sport                              | Discipline                              | Sportifs                                                                                       |
| Médailles de bronze : 11           |                                         |                                                                                                |
| Boules                             | Boule Lyonnaise-Tir de Précision Hommes | Frédéric Ascensi                                                                               |
| Boules                             | Boule Lyonnaise-Tir Progressif Femmes   | Magali Billeaud                                                                                |
| Gymnastique                        | Aérobic en groupe                       | France Xavier Julien Julien Chaninet Adrien Galo Harold Lorenzi Gaylord Oubrier Vivien Peralta |
| Danse                              | Rock 'n' Roll                           | Fanny Delebecque Alexis Chardenoux                                                             |
| Football américain (démonstration) | Tournoi masculin                        | Équipe de France de football américain                                                         |
| Ju-jitsu                           | Duo Hommes                              | Laurent Béard Julien Hellouin                                                                  |
| Ju-jitsu                           | Combat -55 kg Hommes                    | Annabelle Reydy                                                                                |
| Ju-jitsu                           | Combat -77 kg Hommes                    | Julien Boussuge                                                                                |
| Ju-jitsu                           | Combat -94 kg Hommes                    | Vincent Parisi                                                                                 |
| Sauvetage sportif                  | Board race Femmes                       | Anais Riand                                                                                    |
| Sauvetage sportif                  | 200 m obstacles Hommes                  | Guillem Riand                                                                                  |
| Tir à l'arc                        | Tir à l'arc classique femmes            | Laurence Pecqueux                                                                              |